# Saint-Étienne-au-Temple
Saint-Étienne-au-Temple è un comune francese di 630 abitanti situato nel dipartimento della Marna nella regione del Grand Est.

## Società

### Evoluzione demografica
Abitanti censiti